# Mirka Pokorná
Mirka Pokorná (28. října 1930, Vsetín – 24. ledna 2017) byla česká klavíristka. Vynikala zvláště jako interpretka děl skladatelů devatenáctého a dvacátého století (Fryderyka Chopina, Roberta Schumanna, Bedřicha Smetany, Sergeje Sergejeviče Prokofjeva, Arama Chačaturjana a dalších).

## Životopis
Narodila se v rodině evangelického katechety Miroslava Pokorného (24. 4. 1891 Vsetín – 1970) a učitelky Marty Pokorné (1907 – ????).
Svá studia započala u profesora Viléma Kurze mladšího Studovala na AMU v Praze u profesorky Ilony Štěpánové-Kurzové a studia zakončila aspiranturou v roce 1953. Stala se dvakrát laureátkou mezinárodních klavírních soutěží, získala cenu Bedřicha Smetany. Vystupovala v řadě evropských zemí.